# Jérémy Hénin
Pour les articles homonymes, voir Henin.
Jérémy Henin, né le 12 novembre 1977 à Harfleur, est un footballeur français. En juin 2010, il quitte Le Havre AC en refusant une offre de contrat réduisant son salaire de 75 %. À la fin de son contrat avec Angers Sporting Club de l'Ouest il quitte le domaine du sport, recherchant une formation dans un nouveau domaine. En juillet 2015, Jérémy Henin signe au Sporting Club de Beaucouzé, près d'Angers.

## Palmarès
- Finaliste de la Coupe de France en 2005 avec le CS Sedan-Ardennes
- Champion de France de Ligue 2 en 2008 avec Le Havre AC